# Olio di semi di soia

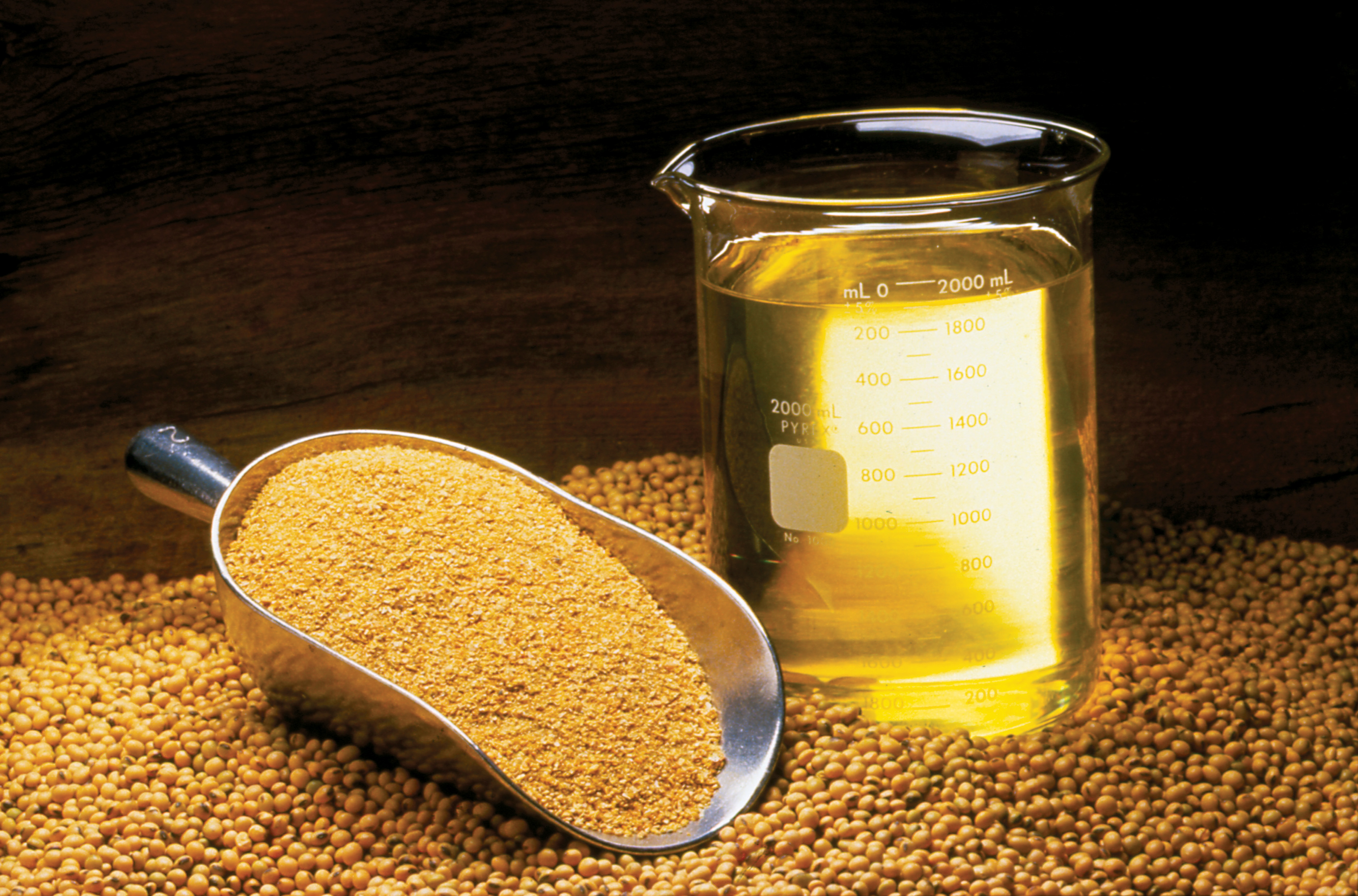
Olio di semi di soia

L'olio di semi di soia, o più brevemente olio di soia, si ottiene mediante estrazione dai semi della soia attraverso una lavorazione particolare chiamata crush con l'utilizzo di solventi chimici. La spremitura a freddo per ottenere l'olio è possibile, ma ha una resa molto bassa.
Per molti anni ha rappresentato il principale prodotto oleifero mondiale e solo recentemente la crescita nella produzione di olio di palma ne sta contrastando il primato.
La resa è relativamente bassa, visto che il contenuto di olio nel seme di soia è poco superiore al 20%, ma la produzione della soia è stata considerata agronomicamente vantaggiosa anche per la possibilità di ricavarne proteine e lecitina di alta qualità.

## Produzione e utilizzo
| I maggiori produttori di olio di semi di soia nel 2018 | I maggiori produttori di olio di semi di soia nel 2018 |
| Paese                                                  | Produzione (milioni di tonnellate)                     |
| ------------------------------------------------------ | ------------------------------------------------------ |
| Cina                                                   | 16,16                                                  |
| Stati Uniti                                            | 10,88                                                  |
| Brasile                                                | 9,30                                                   |
| Argentina                                              | 7,24                                                   |
| India                                                  | 1,50                                                   |
| Messico                                                | 0,79                                                   |
| Paraguay                                               | 0,75                                                   |
| Russia                                                 | 0,74                                                   |
| Paesi Bassi                                            | 0,64                                                   |
| Germania                                               | 0,64                                                   |

Produzione mondiale di olio di soia (t)Anno010.000.00020.000.00030.000.00040.000.00050.000.00060.000.00070.000.0001961197119811991200120112021Produzione in tonnellate
Quello di soia è il seme oleoso più prodotto al mondo, grazie alla sua favorevole caratteristiche agronomiche, le sue proteine di alta qualità e il suo olio commestibile. Contribuisce a più della metà di tutti i semi oleosi prodotti nel mondo.  La produzione di semi di soia e di olio di soia è guidata dalla domanda di farina di proteine di soia, ampiamente utilizzata per l'alimentazione di pollame, suini e bovini. Dopo la II Guerra Mondiale fino all'anno 2006, l'olio di soia è diventato l'olio alimentare più utilizzato a livello mondiale, scavalcando l'olio di cotone. Nel 1998 l'olio di soia rappresentava l'80-90% di consumo totale di olio commestibile negli Stati Uniti. Nel 2006 la produzione annua di olio di palma ha superato quella dell'olio di soia. Gli Stati Uniti sono stati il primo paese produttore di olio di soia fino al 2010 quando sono stati sorpassati dalla Cina che dal 1993 aveva programmato una continua crescita nella coltivazione della soia ottenendo di decuplicare la produzione in 20 anni. Nel 2018-2019, la produzione mondiale di olio di soia, con una crescita annua circa del 6% negli ultimi 20 anni, ha raggiunto i 57 milioni di tonnellate mentre quella di farina di soia è stata circa 4 volte superiore.
I baccelli di soia contengono generalmente da uno a tre semi ciascuno. Esistono grandi variazioni nella forma, dimensione e colore del seme. La forma varia da quasi sferica a piatta e allungata. La dimensione del seme varia da 5 a 11 mm e il peso del seme da 120 a 180 mg.
Il seme è costituito da tre parti principali: rivestimento del seme o scafo, cotiledone e germe o ipocotile.
Il cotiledone rappresenta in peso il 90% del seme ed è composto per il 42,8% da proteine, 22,8% lipidi, 29,4% carboidrati.
Per produrre olio di soia, i semi di soia vengono frantumati, riscaldati a una temperatura compresa tra 60 e 88 °C per regolarne l'umidità, pressati con solvente, in genere esano. L'olio crudo così ottenuto viene quindi raffinato, miscelato per diverse applicazioni e talvolta idrogenato. Gli oli di soia, sia liquidi che parzialmente idrogenati, sono venduti come alimenti o sono ingredienti in un'ampia varietà di alimenti trasformati. La maggior parte del residuo rimanente (farina di soia) viene utilizzata come mangime per animali.
Può essere utilizzato per condire i cibi a crudo, dopo idrogenazione nella produzione di margarina, di salse per insalata e per cucinare.
Come molti oli alimentari con concentrazione elevate di acidi grassi polinsaturi andrebbe conservato in modo che non venga esposto alla luce o al calore.

### Altri usi
Come altri oli vegetali, l'olio di soia viene utilizzato per una serie di applicazioni tecniche. Negli ultimi anni, in particolare, il suo utilizzo nella produzione di biodiesel e di estere metilico di soia (SME) è aumentato notevolmente, soprattutto negli Stati Uniti.
Viene anche utilizzato come olio semisiccativo  per la produzione di resine alchidiche, vernici e riempitivi e, dal 1987, soprattutto per inchiostri da stampa.  Negli Stati Uniti, circa il 50% di tutti i giornali e persino il 75% di tutti i quotidiani sono stampati con inchiostri da stampa a base di olio di soia, in Europa la percentuale è di circa il 15%.
L'olio di soia può essere impiegato come base per la produzione di oleoliti per uso alimentare, cosmetico o farmaceutico.
Il suo utilizzo è ammesso come emolliente cosmetico con nome INCI: GLYCINE SOJA OIL
Dalla raffinazione dell'olio di soia si ricava la lecitina di soia.
Inoltre, il β-sitosterolo ottenuto dall'olio di soia viene utilizzato nell'industria farmaceutica come substrato di partenza per la sintesi di estrogeni e testosterone.
In fitoagricoltura viene impiegato per rendere più efficace l'irrorazione delle piante con composti a base di rame con effetto antiparassitario.
A partire dal gennaio 2023, l'Unione Europea ha vietato la coltivazione dell'olio di soia per produrre biocarburanti ed elettricità, al fine di prevenire la deforestazione.

## Caratteristiche chimico fisiche
Le caratteristiche chimico fisiche degli oli vegetali possono variare in funzione del processo di raffinazione. A temperatura ambiente è liquido e si presenta come una sostanza oleosa di colore giallo più o meno intenso. I valori standard dell'olio di semi di soia non raffinato sono:
| Caratteristiche chimico fisiche dell'olio di semi di soia non raffinato | Caratteristiche chimico fisiche dell'olio di semi di soia non raffinato |
| ----------------------------------------------------------------------- | ----------------------------------------------------------------------- |
| Densità relativa                                                        | 0,919 – 0,925                                                           |
| indice di rifrazione                                                    | 1,466 – 1,470                                                           |
| numero di saponificazione                                               | 189 – 195                                                               |
| numero di iodio                                                         | 124 - 139                                                               |

L'alta concentrazione di acidi grassi polinsaturi e monoinsaturi lo rende particolarmente suscettibile all'autoossidazione, che può essere ritardata dai tocoli naturalmente presenti o da antiossidanti addizionati.

## Composizione

L'olio di soia è uno dei pochi oli vegetali di largo consumo con una concentrazione significativa di omega-3: l'acido α-linolenico

In tutti gli oli vegetali la composizione può variare in funzione della cultivar, delle condizioni ambientali, della raccolta e della lavorazione. della soia , come di altre piante oleaginose, sono stati sviluppate varietà mutanti o OGM per modificarne il profilo lipidico. 
L'olio di soia è composto prevalentemente da trigliceridi con la seguente distribuzione tipica di acidi grassi, come indicato nel Codex Alimentarius.

### Acidi grassi
| acido grasso                        | concentrazione (%) |
| ----------------------------------- | ------------------ |
| acido laurico                       | ND-0,1             |
| acido miristico                     | ND-02              |
| acido palmitico                     | 8,0-13,5           |
| acido palmitoleico                  | ND-0,2             |
| acido margarico                     | ND-0,1             |
| acido eptadecenoico                 | ND-0,1             |
| acido stearico                      | 2,0-5,4            |
| acido oleico                        | 17-30              |
| acido linoleico                     | 48,0-59,0          |
| acido α-linolenico                  | 4,5-11,0           |
| acido arachico                      | 0,1-0,6            |
| acido gadoleico                     | ND-0,5             |
| acido eicosadienoico                | ND-0,1             |
| acido beenico                       | ND-0,7             |
| acido erucico                       | ND-0,3             |
| acido lignocerico                   | ND-0,5             |
| Legenda: ND: non rilevato o ≤ 0,05% |                    |

### Steroli
La concentrazione totale di steroli rilevata su oli non raffinati è 1800-4500 mg/kg.
| concentrazione steroli rilevata su oli non raffinati | concentrazione steroli rilevata su oli non raffinati |
| Sostanza                                             | % sul totale degli steroli                           |
| ---------------------------------------------------- | ---------------------------------------------------- |
| Colesterolo                                          | 0,2 - 1,45                                           |
| Brassicasterolo                                      | ND - 0,3                                             |
| Campesterolo                                         | 15,8 – 24,2                                          |
| Stigmasterolo                                        | 14,9 – 19,1                                          |
| β-sitosterolo                                        | 47– 60                                               |
| Delta-5-avenasterolo                                 | 1,5 – 3,7                                            |
| Delta-7-stigmastenolo                                | 1,4 – 5,2                                            |
| Delta-7-avenasterolo                                 | 1 – 4,6                                              |
| altri steroli                                        | ND - 1,8                                             |
| Legenda: ND,= Non Determinato o ≤0,05%               |                                                      |

### Tocoli
La concentrazione di tocoferoli e tocotrienoli rilevabile nell'olio commerciale è tipicamente ridotta dal processo di raffinazione.
| concentrazione tocoli rilevata su oli non raffinati | concentrazione tocoli rilevata su oli non raffinati |
| Sostanza                                            | mg/kg                                               |
| --------------------------------------------------- | --------------------------------------------------- |
| Tocoli totali                                       | 600 - 3370                                          |
| Alfa-tocoferolo                                     | 9-352                                               |
| Beta-tocoferolo                                     | ND – 36                                             |
| Gamma-tocoferolo                                    | 89 – 2307                                           |
| Delta-tocoferolo                                    | 154 - 932                                           |
| Alfa-tocotrienolo                                   | ND - 69                                             |
| Gamma-tocotrienolo                                  | ND - 103                                            |
| Delta-tocotrienolo                                  | ND                                                  |
| Legenda: ND,= Non Determinato                       |                                                     |

## Effetti sulla salute
Il consumo di olio di soia, come altri oli ricchi di acidi polinsaturi, si presume che possa avere benefici soprattutto a livello cardiovascolare. L'evidenza epidemiologica ha suggerito una relazione inversa tra il consumo di diete ad alto contenuto di grassi vegetali e la pressione sanguigna, sebbene i risultati clinici siano stati inconcludenti. Varie linee guida dietetiche suggeriscono l'opportunità di diminuire il consumo di grassi saturi e di colesterolo, un obiettivo che può essere raggiunto sostituendo grassi animali con oli ad alto tenore di polinsaturi, come l'olio di soia. Tali cambiamenti hanno costantemente comportato una diminuzione del colesterolo totale e delle lipoproteine a bassa densità, che si ritiene sia favorevole rispetto alla diminuzione del rischio di malattie cardiovascolari.
Inoltre l'olio di soia è uno dei pochi oli vegetali di largo consumo con una concentrazione significativa, circa il 7%, di un acido Omega-3, l'acido α-linolenico.  L'acido linoleico, presente al 54%, è necessario per la normale risposta immunitaria e la carenza di acidi grassi essenziali (EFA) altera le risposte mediate dalle cellule B e T.
A fronte di molti presunti benefici derivanti dal consumo di olio di soia, l'alta concentrazione di acidi grassi polinsaturi, omega 6 e 3, comporta che nonostante grazie all'alto grado di raffinazione, con acidi grassi liberi sotto allo 0,05%, ed al conseguente elevato punto di fumo, sopra 220, l'olio di soia se esposto ad alte temperature per tempi prolungati può produrre aldeidi tossiche come la 4-idrossi-trans-2-nonenale e la 4-idrossi-trans-2-esanale. che possono migrare negli alimenti sottoposti a frittura.